# Андоњо (Тренто)
Андоњо је насеље у Италији у округу Тренто, региону Трентино-Јужни Тирол.
Према процени из 2011. у насељу је живело 57 становника. Насеље се налази на надморској висини од 534 м.